# Basílica de Nostra Senyora de la Candelaria
La Basílica i Reial Santuari Marià de Nostra Senyora de la Candelaria és una basílica situada a Candelaria (municipi de Tenerife). Aquest santuari està consagrat a la Verge de Candelaria, patrona de les Canàries i és considerat com el principal santuari dedicat a la Mare de Déu en les Illes Canàries i també el més freqüentat amb 2,5 milions de visitants anualment.

## Història
La basílica actual és obra de l'arquitecte José Enrique Marrero Regalado, qui la va construir entre 1949 i 1959 per substituir la primitiva església que havia desaparegut en un incendi el 1789. La basílica constitueix un immoble de dimensions considerables amb capacitat per a 5.000 persones.
Al costat de la basílica i unida a ella es troba el Reial Convent de la Mare de Déu de la Candelaria, regentat per l'Orde dels Dominics, orde religiós encarregat del santuari, s'hi troba el Museu d'Art Sacre.
A part de la imatge de la verge, un altre element destacat de l'interior de la basílica són les seves pintures murals. També són famoses les escultures dels nou reis aborígens de Tenerife, situades a la Plaça de la Patrona de Canàries al costat de la basílica.
El 24 de gener de 2011 el temple va ser elevat a la dignitat de basílica menor pel Papa Benet XVI, sent consagrada el 2 de febrer següent, dia de la Candelaria.

## Galeria fotogràfica

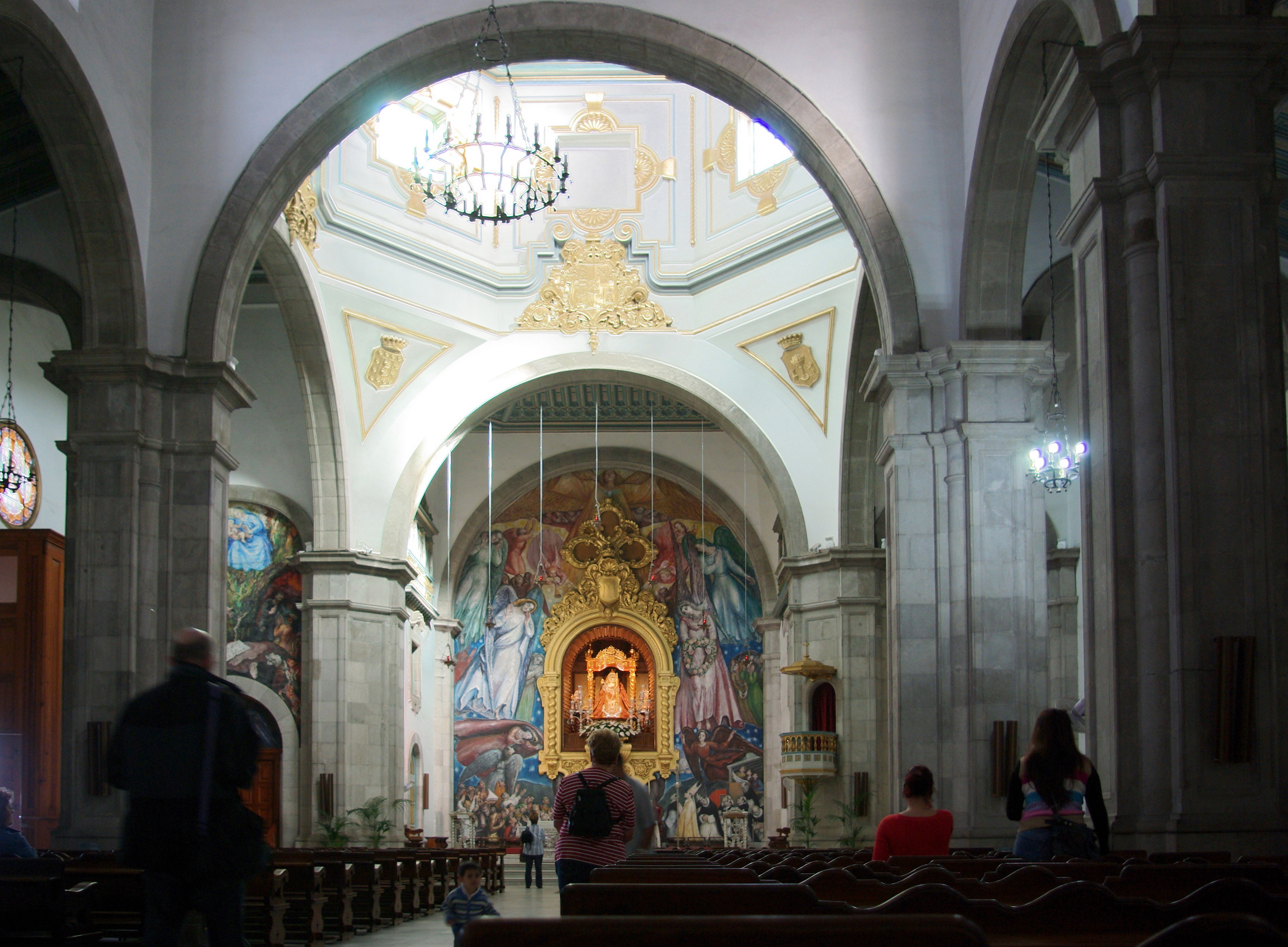
Interior de la basílica
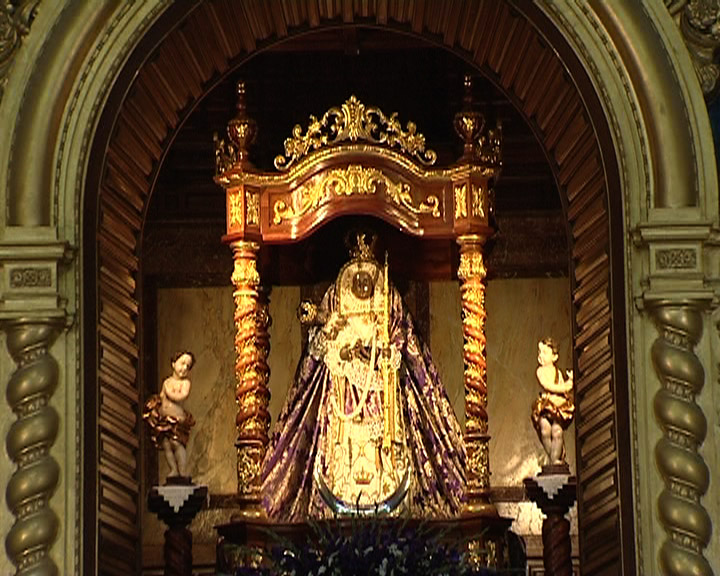
Verge de Candelaria, patrona de Canàries
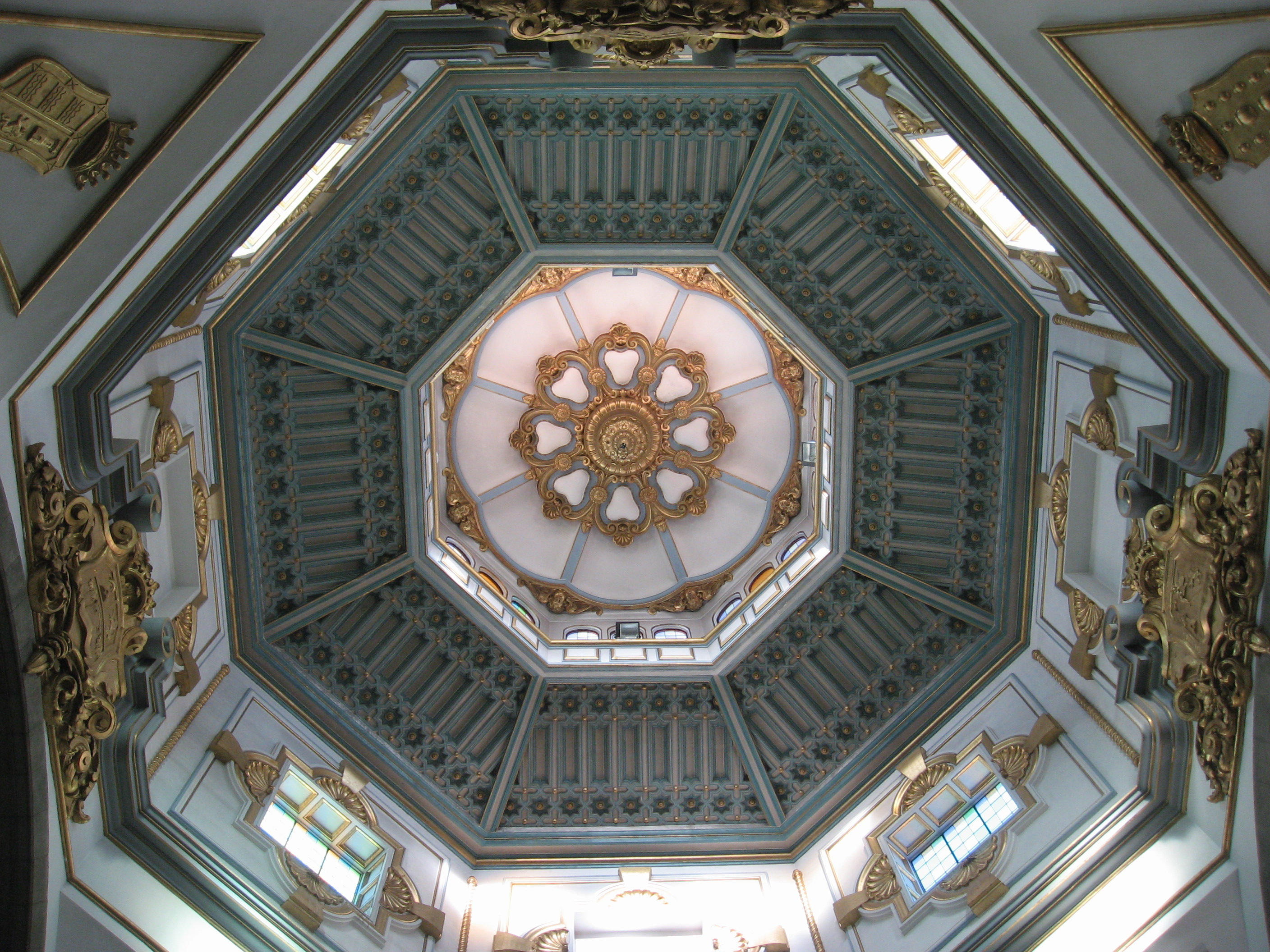
Cúpula de la basílica vista des de dins
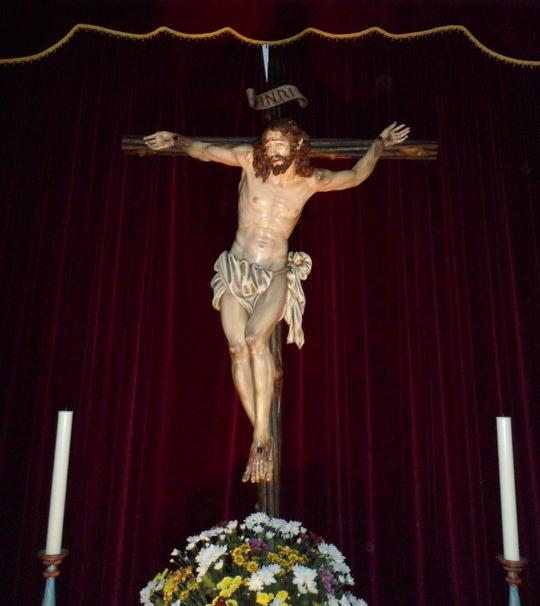
Santíssim Crist de la Reconciliació
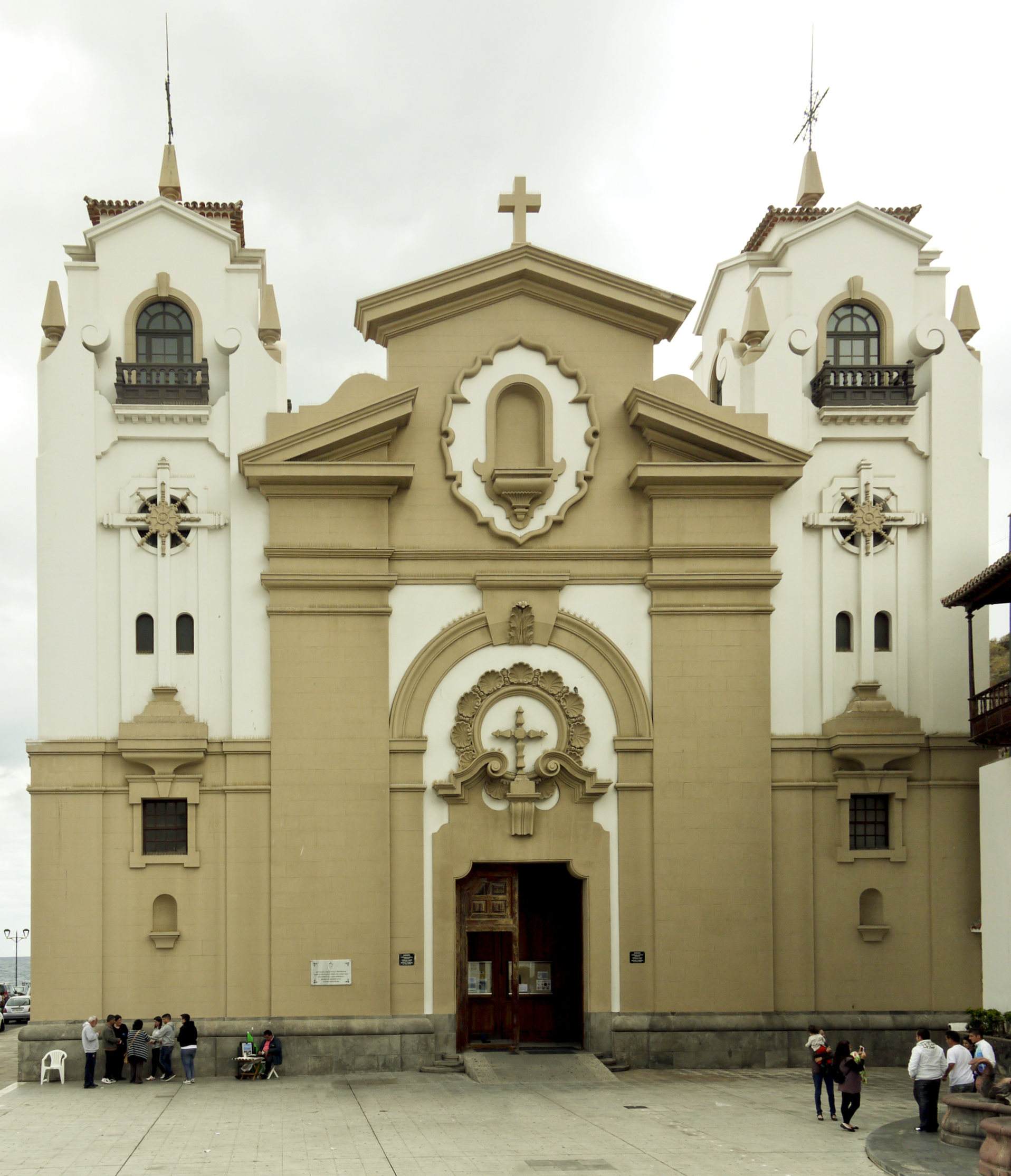
Façana